# Schizoculina
Genre
Schizoculina est un genre de coraux durs de la famille des Oculinidae.

## Liste d'espèces
Le genre Schizoculina comprend les espèces suivantes :
| Selon ITIS (11 juillet 2015) : - Schizoculina fissipara (Milne-Edwards & Haime, 1850) | Selon World Register of Marine Species (11 juillet 2015) : - Schizoculina africana (Thiel, 1928) - Schizoculina fissipara (Milne Edwards & Haime, 1850) |